# Commissario europeo per la cooperazione internazionale, gli aiuti umanitari e la risposta alle crisi
Il Commissario europeo per la cooperazione internazionale, gli aiuti umanitari e la risposta alle crisi è un membro della Commissione europea. La carica è attualmente ricoperta dalla belga Hadja Lahbib.

## Competenze
Il portafoglio è stato creato nel 2010 con la formazione della Commissione Barroso II, in precedenza le competenze rientravano in quelle del Commissario europeo per lo sviluppo.
Al Commissario per la cooperazione internazionale, gli aiuti umanitari e la risposta alle crisi fanno capo la Direzione generale per gli Aiuti umanitari e la protezione civile, diretta dal 2011 dal danese Claus Sørensen, e l'Ufficio di cooperazione EuropeAid, dal 2013 diretto dal neerlandese Fernando Frutuoso de Melo.

## Il commissario attuale
La carica è attualmente ricoperta da Hadja labib

## Cronologia
|    | Commissario           | Nazionalità | Commissione                                                | Durata           | Incarico                                                                |
| -- | --------------------- | ----------- | ---------------------------------------------------------- | ---------------- | ----------------------------------------------------------------------- |
| 1  | Robert Lemaignen      | Francia     | Commissione Hallstein                                      | 1958 - 1962      | Sviluppo dei Paesi e Territori d'Oltremare                              |
| 2  | Henri Rochereau       | Francia     | Commissione Hallstein, Commissione Rey                     | 1962 - 1970      | Sviluppo dei Paesi e Territori d'Oltremare                              |
| 3  | Jean-François Deniau  | Francia     | Commissione Rey                                            | 1967 - 1970      | Commercio estero, allargamento e assistenza ai paesi in via di sviluppo |
| 4  | Jean-François Deniau  | Francia     | Commissione Malfatti                                       | 1970 - 1972      | Relazioni esterne e aiuto allo sviluppo                                 |
| 5  | Jean-François Deniau  | Francia     | Commissione Mansholt                                       | 1972 - 1973      | Affari esteri e sviluppo                                                |
| 6  | Claude Cheysson       | Francia     | Commissione Ortoli, Commissione Jenkins, Commissione Thorn | 1973 - 1981      | Sviluppo                                                                |
| 7  | Edgard Pisani         | Francia     | Commissione Thorn                                          | 1981 - 1985      | Sviluppo                                                                |
| 8  | Lorenzo Natali        | Italia      | Commissione Delors I                                       | 1985 - 1989      | cooperazione e sviluppo e allargamento                                  |
| 9  | Manuel Marín          | Spagna      | Commissione Delors II                                      | 1989 - 1993      | Cooperazione e sviluppo e pesca                                         |
| 10 | Manuel Marín          | Spagna      | Commissione Delors III                                     | 1993 - 1995      | Cooperazione, sviluppo e aiuti umanitari                                |
| 11 | João de Deus Pinheiro | Portogallo  | Commissione Santer                                         | 1995 - 1999      | Relazioni con gli stati ACP e il Sudafrica e Convenzione di Lomé        |
| 12 | Poul Nielson          | Danimarca   | Commissione Prodi                                          | 1999 - 2004      | Sviluppo e aiuti umanitari                                              |
| 13 | Joe Borg              | Malta       | Commissione Prodi                                          | 2004             | Sviluppo e aiuti umanitari                                              |
| 14 | Louis Michel          | Belgio      | Commissione Barroso I                                      | 2004 - 2009      | sviluppo e aiuti umanitari                                              |
| 15 | Karel De Gucht        | Belgio      | Commissione Barroso I                                      | 2009 - 2010      | sviluppo e aiuti umanitari                                              |
| 16 | Kristalina Georgieva  | Bulgaria    | Commissione Barroso II                                     | 2010 - 2014      | Cooperazione internazionale, aiuti umanitari e risposta alle crisi      |
| 17 | Chrīstos Stylianidīs  | Cipro       | Commissione Juncker                                        | 2014 - 2019      | Aiuti umanitari e Gestione delle crisi                                  |
| 18 | Janez Lenarčič        | Slovenia    | Commissione von der Leyen I                                | 2019 - 2024      | Gestione delle crisi                                                    |
| 19 | Hadja Lahbib          | Belgio      | Commissione von der Leyen II                               | 2024 - in carica | Parità, Preparazione e Gestione delle crisi                             |